# Helictopleurus furcicornis
Helictopleurus furcicornis är en skalbaggsart som beskrevs av Lebis 1960. Helictopleurus furcicornis ingår i släktet Helictopleurus och familjen bladhorningar. Inga underarter finns listade i Catalogue of Life.